# Ulica Romualda Traugutta w Mińsku Mazowieckim
Ulica Romualda Traugutta w Mińsku Mazowieckim – jedna ze zbiorczych ulic w Mińsku Mazowieckim. Jedna z głównych ulic dzielnicy Goździk łącząca Śródmieście z Sendomierzem. Ulica na całej długości asfaltowa. Chodnik znajduje się na całej długości ulicy po obu stronach.
Ulica przyłączona została do Mińska Mazowieckiego w latach dwudziestych XX wieku, wcześniej była to błotnista droga wiejska we wsi Goździk. Remont ulicy nastąpił w połowie lat 80. XX wieku kiedy otrzymała pokrycie asfaltowe.

## Zabudowa
- 17 – Dom parafialny Kościoła Starokatolickiego Mariawitów w Mińsku Mazowieckim
- 17 – Kościół Starokatolicki Mariawitów pw. Narodzenia Najświętszej Maryi Panny w Mińsku Mazowieckim (zwrócony do ul. Spółdzielczej)
- 32 – pasaż handlowy
- Skwer gen. Zygmunta Piaseckiego